# Eliza Haywood
Eliza Haywood (Londra, 1693 – 25 febbraio 1756) è stata una scrittrice inglese.
È stata anche un'attrice ed una pamphlettista. Dal 1980 le opere di Haywood hanno riguadagnato il loro riconoscimento ed interesse di una volta: descritta come “prolifica anche per gli standard di un tempo prolifico”, Haywood ha scritto e pubblicato oltre settanta opere durante la sua vita, tra fiction, spettacoli teatrali, traduzioni, poesia, periodici, romanzi, ecc. 

## Vita
Eliza Haywood ci ha dato dei profili della sua vita piuttosto contraddittori. Le sue origini rimangono non molto chiare (come anche la data di nascita e il luogo di nascita a noi ignoto) e non ci sono attualmente versioni della sua biografia. Alcuni dati sono sicuramente errati, come quello del suo matrimonio con il Reverendo Valentine Haywood. Comunque alcuni dati sono stati ampiamente accettati ovunque: era probabilmente nata nello Shropshire o a Londra. Il suo primo ingresso nel registro pubblico è a Dublino, nel 1715, in cui è indicata, come “Mrs. Haywood”, nell'adattamento di Shakespeare di Thomas Shadwell, “Timon of Athens”, allo Smock Alley Theatre. Con William Hatchett ebbe sicuramente il suo secondo figlio: con questo libraio, condivise la carriera del palco, vivendo come amanti e compagni per più di vent'anni. Hanno anche collaborato ad un riadattamento di una delle tragedie di Henry Fielding e alla stesura di un'opera di quest'ultimo, “L'opera delle opere; o Pollicino il Grande” (1733).
La carriera di scrittrice cominciò nel 1719 con i primi capitoli di “Love in excess, a novel” (che concluse nell'anno della sua morte), con i libri di “The Wife and the Husband” e con i periodici “The Young Lady”. Haywood scrisse diversi generi letterari, e molti dei suoi lavori sono stati pubblicati anonimamente. Scrisse anche una parodia di “Pamela, or the virtue rewarded”, il romanzo popolarissimo di Samuel Richardson, con il titolo di “Anti-Pamela: Or Feign'd Innocence Detected; In a Series of Syrena's Adventure”.
Eliza Heywood si ammalò nel 1755 e morì qualche mese dopo nel febbraio del 1756. 

## Opere
Si distinse nel campo letterario grazie ai suoi scritti graffianti e sensuali. Fece scalpore in quanto non soltanto esponeva temi scandalosi, ma riusciva a evidenziare con scrupolosità tutti i difetti dei comportamenti maschili della sua epoca.
Fra i suoi scritti si ricordano: Amore in eccesso (Love in excess, del 1719), Lasselia (nel 1724), Dalinda (del 1725). Di altro genere sono le sue opere successive dove si evidenzia un'influenza di Dorothy Richardson e quindi come romanzi nacquero: Betsy Thoughtless (1751), Jemmy and Jenny Jessany (1753).
Haywood, Delarivier Manley e Aphra Behn sono state considerate come “il triumvirato dello spirito”, oltre che come le più importanti scrittrici al femminile di narrativa amorosa. La fiction prolifica di Eliza Heywood si sviluppa da romanzi rosa zuccherosi e da varie fiction amorose durante il 1720, per andare poi verso opere maggiormente incentrate sui diritti delle donne e sulla loro posizione nella società, tra il 1720 ed il 1730. Nei romanzi scritti a metà della sua carriera, le protagoniste dei suoi romanzi venivano tormentate e assediate da uomini prepotenti; tuttavia, nei romanzi successivi del 1740-50, il matrimonio veniva visto come una situazione positiva tra uomini e donne.
A causa delle spese di pubblicazione del 1700, i suoi e in genere tutti i romanzi spesso venivano pubblicati a più volumi separatamente. Gli autori venivano pagati infatti solo una volta per un libro e non ricevevano alcuna licenza e un secondo volume comportava un secondo pagamento da parte dell'editore.
Il primo romanzo di Eliza, “Love in Excess, or The Fatal Enquiry (1719-20), tocca i temi dell'educazione e del matrimonio. Spesso classificato come un lavoro di fantasia amorosa, questo romanzo è degno di nota per la sua trattazione della donna perduta, il cui ritratto è insolitamente positivo.
“Idalia, or the Mistress Unfortunate” (1723) è un romanzo diviso in tre parti: nella prima, Idalia si presenta come una giovane aristocratica veneziana, viziata ma meravigliosa, la cui variegata trama di avventure amorose sono sulla bocca della maggior parte degli italiani. Ella aveva numerosi pretendenti, tra i quali Florez, a cui era stato vietato di entrare in casa dal padre di Idalia. Un altro corteggiatore, amico di Florez, che si chiama Don Ferdinando, si mette il vestito dell'amico, ma Idalia nel frattempo si era infatuata di un altro ammiratore con cui teneva una corrispondenza e desiderava incontrare. Il suo caro amico Henriquez la conduce a Padova, ma anche lui diventa vittima del suo fascino, litiga con don Ferdinando e alla fine si uccidono a vicenda in un duello. Nella seconda parte, il fratello di Henriquez, Myrtano, e Idalia, intrattengono una relazione amorosa. Tuttavia, quando egli le confessa di essere già impegnato con un'altra donna, lei decide di partire per Verona sperando di poter entrare in un convento. Sulla strada, la sua guida tenta di ucciderla, ma lei riesce a sfuggire e ad andare ad Ancona, dove prese una nave per Napoli. La nave fu catturata dai corsari, comandati da una giovane coppia di sposi. Quando ella racconta a questi la sua storia, li muove alle lacrime. Nella terza parte troviamo Idalia portata a terra: il suo viaggio continua verso Roma in abiti da uomo. Sulla strada viene picchiata e lasciata per morta, ma viene trovata e portata a casa da una signora, Antonia, che si innamora di lei. Idalia scopre in seguito che in realtà il marito di Antonia è il suo caro Myrtano. Successivamente, Idalia si trova a Roma in un convento, dove conduce una vita miserabile, perseguitata da tutti i galanti della città. Poi un giorno vede Florez, la prima causa delle sue disgrazie: pensa allora di ucciderlo a tradimento, perciò gli invia una lettera, ma a presentarsi è Myrtano. Ella non riconosce il suo amante, avvolto in un mantello, Idalia lo pugnala e appena lo riconosce è vinta dal rimorso e muore con la stessa lama.
“Fantomina; or Love in a Maze” (1724) è il racconto di una donna che assume tantissimi ruoli, dalla prostituta alla vedova, ecc, per sedurre più volte un uomo, Beauplaisir. Il romanzo, afferma che le donne possono avere un accesso al potere della sfera sociale, tema ricorrente nei lavori di Haywood.
“The Adventures of Eovaii: a pre-adamitical history” (1736) è invece una satira del primo ministro Robert Walpole, raccontata attraverso una sorta di fiaba orientale.
“Anti-Pamela: Or Feign'd Innocence Detected; In a Series of Syrena's Adventure”(1741) è una delle tante risposte satiriche al romanzo didattico “Pamela”. Qui Haywood prende in giro l'idea della verginità e dell'innocenza, usata da Syrena come merce di scambio per avere un posto nella società. 
“The History of Miss Betsy Thoughtless” (1751) è un romanzo sofisticato e dalla trama multipla, considerato il primo dello sviluppo femminile in inglese. Esso rappresenta un importante cambiamento per la prosa del XVIII secolo: ritrae una donna sbagliata, ma intelligente e volitiva che dà sfogo alle pressioni della società verso il matrimonio. Secondo alcuni, Betsy Thoughtless, piuttosto che essere l'ormai popolare romanzo di corteggiamento, prefigura il tipo di romanzo domestico “del matrimonio” che si sarebbe sviluppato appieno nel XIX secolo, con autori e autrici come Charlotte Bronte. Invece di preoccuparsi di attirare a sé un amante, Betsy Thoughtless si occupa di sposarsi con un uomo perbene: l'eroina dunque ci mostra come il ruolo di una donna all'interno di un matrimonio possa essere appagante e non oppressivo.